# Brit Awards 2014
34. gala rozdania BRIT Awards, nagród muzycznych wręczanych przez British Phonographic Industry (BPI), odbyła się w dniu 19 lutego 2014 roku w londyńskiej The O2 Arena. Wydarzenie było transmitowane przez stację ITV, a prowadzącym został James Corden. Galę śledziło przed telewizorami 4,6 mln widzów, co było jednym z najgorszych wyników w XXI wieku. Ceremonię można było po raz pierwszy w historii oglądać również poprzez YouTube.
Dwie statuetki odebrała grupa Arctic Monkeys - w kategoriach Najlepszy brytyjski zespół oraz Album roku. Oprócz podwójnych laureatów BRIT Awards, na scenie pojawili się także Katy Perry, Bruno Mars, Beyoncé, Lorde, Ellie Goulding, Bastille z zespołem Rudimental i Ellą Eyre, a także Pharell Williams.

## Zwycięzcy i nominacje
W 2014 roku przyznano nagrody w 13 kategoriach.
| Kategorie brytyjskie                                                                                                | Kategorie brytyjskie |
| Brytyjski album roku                                                                                                | Najlepszy brytyjski singel |
| --- | --- |
| - Arctic Monkeys – AM - Bastille – Bad Blood - David Bowie – The Next Day - Disclosure – Settle - Rudimental – Home | - Rudimental feat. Ella Eyre – „Waiting All Night” - Bastille – „Pompeii” - Calvin Harris feat. Ellie Goulding – „I Need Your Love” - Disclosure feat. Aluna George – „White Noise” - Ellie Goulding – „Burn” - John Newman – „Love Me Again” - Naughty Boy feat. Sam Smith – „La La La” - Olly Murs – „Dear Darlin'” - One Direction – „One Way or Another (Teenage Kicks)” - Passenger – „Let Her Go” |
| Najlepsza brytyjska artystka                                                                                        | Najlepszy brytyjski artysta |
| - Ellie Goulding - Birdy - Jessie J - Laura Marling - Laura Mvula                                                   | - David Bowie - Jake Bugg - James Blake - John Newman - Tom Odell |
| Najlepszy brytyjski przełomowy wykonawca                                                                            | Najlepszy brytyjski zespół |
| - Bastille - Disclosure - Laura Mvula - London Grammar - Tom Odell                                                  | - Arctic Monkeys - Bastille - Disclosure - One Direction - Rudimental |
| Najlepszy brytyjski producent                                                                                       | Wybór krytyków |
| - Flood & Alan Moulder - Ethan Johns - Paul Epworth                                                                 | - Sam Smith - Ella Eyre - Chlöe Howl |
| Najlepsza artystka międzynarodowa                                                                                   | Najlepszy artysta międzynarodowy |
| - Lorde - Janelle Monáe - Katy Perry - Lady Gaga - Pink                                                             | - Bruno Mars - Drake - Eminem - John Grant - Justin Timberlake |
| Najlepszy zespół międzynarodowy                                                                                     | Najlepszy brytyjski teledysk |
| - Daft Punk - Arcade Fire - Haim - Kings of Leon - Macklemore & Ryan Lewis                                          | - One Direction – „Best Song Ever” - Calvin Harris feat. Ellie Goulding – „I Need Your Love” - Ellie Goulding – „Burn” - John Newman – „Love Me Again” - Naughty Boy feat. Sam Smith – „La La La” |
| Nagroda za międzynarodowy sukces                                                                                    | |
| - One Direction | |